# Tieng
Tieng is een bestuurslaag in het regentschap Wonosobo van de provincie Midden-Java, Indonesië. Tieng telt 4076 inwoners (volkstelling 2010).